# Centropomidae
Centropomidae là một họ cá vây tia. FishBase coi họ này thuộc về bộ Cá vược (Perciformes). Tuy nhiên, gần đây người ta coi là họ này xếp ở vị trí không xác định trong nhóm Carangaria (= Carangimorpha).

## Phân loại
Trước năm 2004, Centropomidae bao gồm 3-4 chi, với phân họ Latinae gồm 2-3 chi (Hypopterus đôi khi được coi là đồng nghĩa của Psammoperca). Sau năm 2004 phân họ này đã được nâng lên cấp họ và đổi tên thành Latidae (họ Cá chẽm) vì một phân tích sử dụng 29 đặc trưng hình thái của các loài còn sinh tồn và đã tuyệt chủng cho thấy Centropomidae cũ là cận ngành nên chỉ còn lại một chi là Centropomus trong họ Centropomidae.
Tuy nhiên, các nghiên cứu sau đó đã chỉ ra các khiếm khuyết trong phân tích này và cho thấy họ Centropomidae sensu Greenwood, 1976 là đơn ngành.
Phân loại dưới đây dựa theo Li và ctv (2011):
- Phân họ Centropominae
  - Centropomus
- Phân họ Latinae
  - Lates
  - Psammoperca
  - Hypopterus

## Các loài
Hiện tại có 25 loài ghi nhận trong họ Centropomidae nghĩa rộng
- Chi Centropomus: 12 loài ở đông Thái Bình Dương và tây Đại Tây Dương.
  - Centropomus armatus T. N. Gill, 1863
  - Centropomus ensiferus Poey, 1860
  - Centropomus medius Günther, 1864
  - Centropomus mexicanus Bocourt, 1868
  - Centropomus nigrescens Günther, 1864
  - Centropomus parallelus Poey, 1860
  - Centropomus pectinatus Poey, 1860
  - Centropomus poeyi Chávez, 1961 (Mexican snook)
  - Centropomus robalito D. S. Jordan & C. H. Gilbert, 1882
  - Centropomus undecimalis (Bloch, 1792)
  - Centropomus unionensis Bocourt, 1868
  - Centropomus viridis Lockington, 1877
- Lates: 11 loài, trong đó 7 loài cá nước ngọt ở châu Phi, 4 loài ở châu Á
  - Lates angustifrons Boulenger, 1906
  - Lates calcarifer (Bloch, 1790): Cá vược hay cá chẽm, cá chẽm vược
  - Lates japonicus Katayama & Taki, 1984: Cá vược Nhật Bản
  - Lates lakdiva Pethiyagoda & Gill, 2012
  - Lates longispinis Worthington, 1932: Cá vược Rudolf
  - Lates macrophthalmus Worthington, 1929: Cá vược Albert
  - Lates mariae Steindachner, 1909: Cá vược mắt to
  - Lates microlepis Boulenger, 1898: Cá vược đuôi chẻ
  - Lates niloticus (Linnaeus, 1758): Cá vược sông Nile
  - Lates stappersii (Boulenger, 1914): Cá vược bóng mượt
  - Lates uwisara Pethiyagoda & Gill, 2012: Cá vược biển Myanma
- Hypopterus: 1 loài ở đông Ấn Độ Dương
  - Hypopterus macropterus (Günther, 1853)
- Psammoperca: 1 loài trong khu vực Ấn Độ Dương – tây Thái Bình Dương.
  - Psammoperca waigiensis  (Cuvier, 1828) : Cá vược mõm nhọn

## Quan hệ khác
Trong quá khứ, các chi Glaucosoma, Niphon, Siniperca, Ambassis đã từng xếp trong họ này hoặc được coi là có quan hệ họ hàng gần với họ này.